# Jatropha cinerea
Jatropha cinerea är en törelväxtart som först beskrevs av Casimiro Gómez de Ortega, och fick sitt nu gällande namn av Johannes Müller Argoviensis. Jatropha cinerea ingår i släktet Jatropha och familjen törelväxter. Inga underarter finns listade i Catalogue of Life.

## Bildgalleri

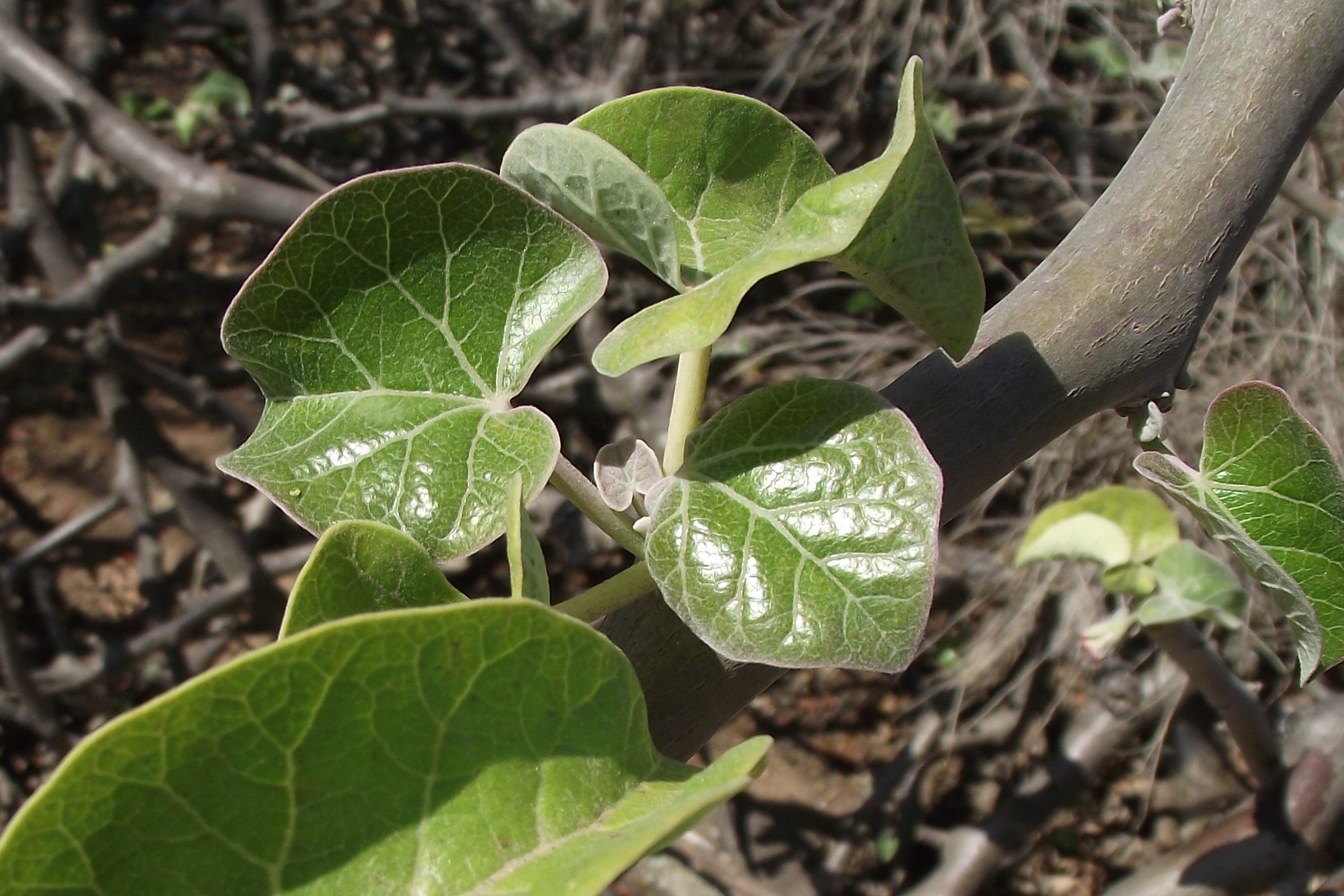